# 绿花斑叶兰
绿花斑叶兰（学名：Goodyera viridiflora）为兰科斑叶兰属下的一个种。

## 扩展阅读
- 維基物種上的相關：绿花斑叶兰